# Flaga Denver
Flaga Denver – jeden z symboli amerykańskiego miasta Denver.

## Opis flagi
Flagę Denver stanowi prostokątny płat tkaniny o stosunku wysokości do długości jak 4:7. Płat flagi podzielony jest na górną część barwy błękitnej i dolną barwy czerwonej zygzakowatą (o kształcie rozciągniętej wszerz litery "M") linią barwy białej, której szerokość równa jest 1:12 wysokości flagi. W połowie szerokości flagi umieszczono żółte koło o średnicy 3/8 wysokości flagi, którego najwyższy punkt leży na wysokości równej 1/5 wysokości pasa błękitu w połowie szerokości flagi.

## Symbolika
Żółte koło symbolizuje zarówno słońce jak i złotą barwę wzgórz stanu Kolorado, którego stolicą jest Denver. Symbolizuje też centralne położenie miasta na obszarze stanu. Barwa górnego pasa flagi ma w założeniu oddawać piękno czystego nieba nad Kolorado. Zygzakowata biała linia nawiązuje do pobliskich gór i symbolizuje płynącą z nich wodę, jej kształt z kolei nawiązuje do motywów kultury indiańskiej i podkreśla rolę Indian w historii miasta i stanu. Czerwona barwa dolnego pola oddaje barwę tutejszej ziemi, od której pochodzi nazwa stanu. Barwy flagi nawiązują do barw flagi stanu Kolorado.

## Historia
Flagę przyjęto w 1926 roku (dokładna data nieznana). Inicjatorem jej ustanowienia było stowarzyszenie Sons of the American Revolution (Synowie Amerykańskiej Rewolucji), które ustanowiło nagrodę w wysokości 25 dolarów w konkursie na projekt flagi. Drugie 25 dolarów ufundowało miasto. Flagę wybrano spośród ponad 150 propozycji. Autorką zwycięskiej pracy jest Margaret Overbeck, wówczas studentka miejscowego uniwersytetu.